# うぃずりず
『うぃずりず』（英語表記：WITH LIZ）は、里好（さと よしみ）による日本の漫画作品。芳文社の月刊4コマ漫画誌『まんがタイムきらら』内の新人発掘企画「きらスタ」において初回挑戦作品として掲載され、それが好評だったことから連載に至った。
2006年3月号から2011年2月号にかけて『まんがタイムきらら』にて連載された他、姉妹誌の『まんがタイムきららキャラット』や『まんがタイムきららMAX』、『まんがタイムきららフォワード』に単発で掲載されたこともある。また、芳文社のまんがタイムきららグループ公式サイト内でFlashアニメーション『うごうご4コマ もっと! うぃずりず』が、2011年2月25日更新分まで全47本連載された。

## 作品概要
東京の下町に住む祖父と一緒に暮らすために遠い国からやってきた金髪碧眼の女の子リズと、その友人達を中心とした日常を描いた4コマ漫画（フォワード掲載分のみストーリー形式）。単行本1巻裏表紙（三ノ輪橋停留場）や単行本2巻巻頭カラーに描写があることから、都電荒川線沿線の街が舞台と思われる。
設定の一部は、作者が以前に描いた「べのんざべのん」が元とされている。

## 登場人物
リズ
主人公。両親を亡くした後、祖父と一緒に暮らすために国外から東京の下町に引っ越してきた。母国については具体的な名前は出てきていないが、北の方でとても寒いところにある国だと言及されている。日本語と母国語の他、英語、ロシア語を話すことができると作中での発言があることから彼女の故郷は英語圏やロシア以外の国にあるようである。
金髪に碧眼という外見とは裏腹に、普通に日本語を話せるうえ、寝巻きが浴衣だったり、カラオケで歌う歌が演歌だったりと、日本人以上に日本人らしい生活をしている（ただし知識が少し偏っており、うどんの食べ方やラジオ体操のやり方など知らない事もいくつかある）。また、小学生にもかかわらず「ジュリアナ」や「東洋の魔女」など時代的に古い言葉をしっていたりもする。
性格は素直で真面目。純粋であるがゆえに感情移入しやすい。勉強はできるが運動は苦手で泳げない。恋愛にはまだ疎いようで、クラスメイトの桃井（後述）が彼女に片思いをしていることに気づいていない。
日本語と英語に通じていることから、日本語を話せないイズの通訳の役割も負っている。
彼女の出生については謎が多く、これが物語後半の主要なテーマとなる。
ひのき
リズのクラスメイトの女の子。元気がとりえの女の子。スポーツが得意。男言葉をよく使う。
黒杉
リズのクラスメイトの女の子。少し腹黒いところがあり、そのせいか飼育小屋の動物達からは警戒されてしまっている。
イズ
単行本では2巻から登場。家庭の事情でリズ達のクラスに転入してきた女の子。本名は「エロイーズ (Eloise)」だが、そのまま呼ぶのはあんまりなのでリズに合わせるようなかたちでイズと呼ぶようになった。
黒髪で見た目は日本人だが中身はれっきとしたアメリカ人で、日本語はほとんど話せない。そのため、友達との意思疎通はボディランゲージか、リズの通訳を介してが主。そのせいかリズにはよく懐いている。
その後、リズに少しずつ教わって日常会話をほんのちょっとだけなら話せるようになってきてはいるが、リズの影響で変な日本語も覚えつつある。
榊原英太郎
リズ達のクラスの担任。英語のスキルはあまりない（リズとイズが英語で言い合いしていた際には耳をふさいで現実逃避していたほど）。
生徒思いの教師であるが、それゆえの何気ない発言が生徒たちに誤解されてしまう事があり、結果として変態教師疑惑をかけられてしまっている。生徒たちがつけた渾名は「エロ太郎」。
三春桜子
単行本では2巻から登場。成績優秀で英会話も問題なくこなせることからリズ達のクラスの副担任になった。
個性派揃いの生徒たちに振り回される毎日。
涙もろいところがある。
リズの祖父
本名は「銀四郎」。銭湯の親父や医者からは「銀ちゃん」と呼ばれている。
リズを男手一つで育てており、溺愛している。
リズとは対照的に純和風ないでたちであり、日本古来の文化にも詳しい。
強面で腕っ節も強いが、茶目っ気のあるところもある。
鬼子母神のお師匠さん
リズの母が子供の頃に華道や茶道を教えていた、和装の女性。銀四郎とも昔から親交があり、現在でもリズ達の家にしばしば現れる。
サバサバした性格であり、リズ達の過去について意味深な発言をすることも多い。
なお、呼び名の由来は入谷に住んでいることから。
桃井ひでゆき
リズのクラスメイトの男の子。生物委員。
リズに片思いをしているが、リズには柊とのBLの関係があると勘違いされてしまう（彼自身はBLの意味を知らない）。
フォワード2007年10月号（単行本では2巻）にて初登場。
柊やひろ
リズのクラスメイトの男の子で、桃井の友人。保健委員。
桃井のリズに対する思いを応援しており、リズに対してそのことを訴えたものの、それが裏目に出てBL疑惑をかけられてしまう。
橘水鳥
リズのクラスメイトの女の子。図書委員。
桃井に片思いをしているが、彼のBL疑惑を聞き、BLについて調べているうちに興味を持ってしまう。

## 単行本
- 里好『うぃずりず』 芳文社〈まんがタイムKRコミックス〉 全5巻
  1. 2007年4月26日発売、2007年5月11日発行 ISBN 978-4-8322-7625-3
  2. 2007年12月26日発売、2008年1月10日発行 ISBN 978-4-8322-7673-4
  3. 2008年11月27日発売、2008年12月12日発行 ISBN 978-4-8322-7625-3
  4. 2010年2月27日発売、2010年3月15日発行 ISBN 978-4-8322-7890-5
  5. 2011年2月26日発売、2011年3月13日発行 ISBN 978-4-8322-7997-1